# Piazza Bologna
Piazza Bologna è una piazza sita tra viale delle Provincie e viale Ventuno Aprile, a Roma, nel quartiere Nomentano.
La piazza, dedicata al capoluogo emiliano, ha una forma circolare e ricopre una posizione centrale all'interno del quartiere; attorno ad essa, agli inizi del Novecento, si sviluppò un'area destinata alla borghesia medio-alta, caratterizzata da villini a quattro piani con pregevoli finiture architettoniche. L'avvento del fascismo da un lato consolidò l'impianto viario a stella (PRG del 1909), dall'altro mutò le caratteristiche architettoniche e la tipologia della popolazione insediata, con la creazione di edifici condominiali, aumentati con il notevole flusso migratorio in città nel secondo dopoguerra.
In piazza Bologna si trovano l'edificio postale di Roma Nomentano realizzato nel 1935 da Mario Ridolfi e Mario Fagiolo, e la stazione  Bologna  della metropolitana di Roma (Linea B); da qui parte la diramazione B1 che conduce a piazzale Jonio.
Piazza Bologna ha un importante ruolo nel romanzo Nucleo Zero di Luce d'Eramo.